# ヘンリ・アニエル
ヘンリ・アニエル（Henri Anier, 1990年12月17日 - ）はエストニア・タリン出身のサッカー選手。ポジションはフォワード。
Kリーグ時代の登録名はアニエル（ハングル: 아니에르）。

## 経歴
FCフローラ・タリンのユースチーム出身で、FCウォーリアー・ヴァルガにローンに出された先のエシリーガで13得点を挙げる。2008年1月にはフローラのトップチームに昇格した。2009年8月にはUCサンプドリアへの期限付き移籍も経験した。メスタリリーガに戻ってきた2010シーズンには16試合で13ゴールを決めるなど点取り屋としての才能を開花させた。さらに翌年には21得点を決め、得点王になった。
2011年12月20日、バイキングFKと3年契約を結んだ。。
2013年7月29日、スコティッシュ・プレミアシップのマザーウェルFCに期限付き移籍。2014年1月10日にはマザーウェルと2年半契約を結んだ。
2014年6月19日、2. ブンデスリーガのFCエルツゲビルゲ・アウエと3年契約を結んだ。
2015年1月15日、ダンディー・ユナイテッドFCに2年契約で加入。しかし同シーズンにダンディー・ユナイテッドが2部に降格したため退団した。
2019年2月1日、水原FCと契約を結んだ。

## 人物
弟のハンネス・アニエルもサッカー選手である。